# 558 Кармен
558 Кармен (енгл. 558 Carmen) је астероид главног астероидног појаса. Приближан пречник астероида је 59,31 km,
а средња удаљеност астероида од Сунца износи 2,907 астрономских јединица (АЈ).
Инклинација (нагиб) орбите у односу на раван еклиптике је 8,366 степени, а орбитални период износи 1810,877 дана (4,957 године). Ексцентрицитет орбите астероида износи 0,043.
Апсолутна магнитуда астероида износи 9,09 а геометријски албедо 0,116.
Астероид је откривен 9. фебруара 1905. године.